# Adak (Alaska)
Adak es una ciudad situada en el área censal de Aleutianas Occidentales en el estado estadounidense de Alaska. Según el censo de 2010 tenía una población de 326 habitantes.
Es el municipio más occidental de los Estados Unidos y la ciudad más meridional de Alaska. No hay estaciones de radio en  Adak ni en un radio de 320 km. Las únicas estaciones de radio que se pueden recibir en Adak son a través de onda corta o receptores de satélite.

## Situación y clima
Adak se encuentra en Kuluk Bay en la isla Adak, en el grupo de las islas Andreanof de las islas Aleutianas. Se encuentra a 1.930 km al suroeste de Anchorage y 724 kilómetros al oeste de Unalaska , cerca del final del arco que conforma esta cadena de islas volcánicas. El tiempo de vuelo a Anchorage es de tres horas o más dependiendo del clima. Adak es la más meridional de la comunidad en Alaska y se encuentra en la misma latitud que la isla de Vancouver en Canadá, y Bruselas, Bélgica.
Adak se encuentra en la zona de clima marítimo, caracterizada por cielos nublados persistentes, temperaturas moderadas, vientos fuertes y frecuentes tormentas ciclónicas. Durante el invierno se producen ráfagas de viento de más de 190 km/h. Durante el verano, se forman extensas la nieblas sobre el mar de Bering y el Pacífico Norte. Las temperaturas medias varían entre -7 a 16 °C, pero el factor del viento puede hacer que la sensación de frío sea mayor. La precipitación total es de 1.600 mm anuales, con un acumulado de precipitaciones de nieve de 2.500 mm, que caen, sobre todo en las partes altas de los volcanes.
| Parámetros climáticos promedio de Adak, Alaska | Parámetros climáticos promedio de Adak, Alaska | Parámetros climáticos promedio de Adak, Alaska | Parámetros climáticos promedio de Adak, Alaska | Parámetros climáticos promedio de Adak, Alaska | Parámetros climáticos promedio de Adak, Alaska | Parámetros climáticos promedio de Adak, Alaska | Parámetros climáticos promedio de Adak, Alaska | Parámetros climáticos promedio de Adak, Alaska | Parámetros climáticos promedio de Adak, Alaska | Parámetros climáticos promedio de Adak, Alaska | Parámetros climáticos promedio de Adak, Alaska | Parámetros climáticos promedio de Adak, Alaska | Parámetros climáticos promedio de Adak, Alaska |
| Mes                                            | Ene.                                           | Feb.                                           | Mar.                                           | Abr.                                           | May.                                           | Jun.                                           | Jul.                                           | Ago.                                           | Sep.                                           | Oct.                                           | Nov.                                           | Dic.                                           | Anual                                          |
| ---------------------------------------------- | ---------------------------------------------- | ---------------------------------------------- | ---------------------------------------------- | ---------------------------------------------- | ---------------------------------------------- | ---------------------------------------------- | ---------------------------------------------- | ---------------------------------------------- | ---------------------------------------------- | ---------------------------------------------- | ---------------------------------------------- | ---------------------------------------------- | ---------------------------------------------- |
| Temp. máx. abs. (°C)                           | 11.7                                           | 12.2                                           | 13.9                                           | 13.9                                           | 18.3                                           | 19.4                                           | 22.8                                           | 24.4                                           | 21.7                                           | 16.7                                           | 14.4                                           | 13.3                                           | 24.4                                           |
| Temp. máx. media (°C)                          | 2.8                                            | 2.8                                            | 3.9                                            | 5.6                                            | 7.2                                            | 9.4                                            | 12.2                                           | 13.3                                           | 11.7                                           | 8.9                                            | 5.6                                            | 3.3                                            | 7.2                                            |
| Temp. mín. media (°C)                          | -5                                             | -4.4                                           | -2.8                                           | -0.6                                           | 2.8                                            | 6.1                                            | 8.3                                            | 8.3                                            | 6.1                                            | 2.2                                            | -1.7                                           | -3.9                                           | 1.3                                            |
| Temp. mín. abs. (°C)                           | 1.7                                            | 3.3                                            | -4.4                                           | -10                                            | -12.2                                          | 0                                              | -0.6                                           | -0.6                                           | -7.2                                           | -14.4                                          | -6.1                                           | 0.6                                            | 3.3                                            |
| Precipitación total (mm)                       | 85.3                                           | 67.1                                           | 73.9                                           | 36.3                                           | 30                                             | 28.7                                           | 32.8                                           | 72.1                                           | 69.9                                           | 74.2                                           | 76.5                                           | 90.9                                           | 737.6                                          |
| [cita requerida]                               |                                                |                                                |                                                |                                                |                                                |                                                |                                                |                                                |                                                |                                                |                                                |                                                |                                                |

## Demografía
Según el censo de 2010, Adak tenía una población en la que el 19,6% eran blancos, 4,0% afroamericanos, 5,5% amerindios, 52,4% asiáticos, 1,5% isleños del Pacífico, el 6,1% de otras razas, y el 10,7% pertenecían a dos o más razas. Del total de la población el 8,9% eran hispanos o latinos de cualquier raza.